# Van Hiele-niveaus
De Van Hiele-niveaus of Van Hiele-theorie of het Van Hiele-model is een onderwijs- en leertheorie van meetkunde, ontwikkeld door het Nederlandse echtpaar Pierre en Dina Van Hiele-Geldof in hun dissertaties aan de Universiteit Utrecht in 1957. De theorie werd internationaal bekend door het boek Structure and Insight: A theory of mathematics education. (De auteur Pierre van Hiele overleed op 1 november 2010 op 101-jarige leeftijd in zijn woonplaats Den Haag.)

## Basisidee
Het basisidee van het model is dat meetkunde geleerd wordt via graduele denkniveaus. Deze niveaus zijn niet aan leeftijd gebonden en hebben de volgende eigenschappen:
- Niveau n kan niet worden bereikt zonder het voorgaande niveau n-1 te hebben meegemaakt, oftewel de vordering van de leerlingen door de niveaus kan maar op één manier.
- Wat impliciet was in een denkniveau, keert in het volgende niveau terug als expliciet.
- Elk niveau heeft zijn eigen taal (linguïstische symbolen) en betekenis (verband van deze symbolen met een betekenis).
- Twee leerlingen met verschillende niveaus kunnen elkaar niet begrijpen.

## Niveaus
Er zijn vijf Van Hiele-niveaus, van 0 tot 4 (de notatie 1 tot 5 bestaat ook).
- Niveau 0 : Visualisatie
- Niveau 1 : Analyse
- Niveau 2 : Ordening of classificatie
- Niveau 3 : Informele deductie
- Niveau 4 : Formeel